# Tolib Sjahidij
Tolib Sjahidij (tadsjikisk: Толиб Шаҳидӣ (Толибхон Зиёдуллоевич Шаҳидӣ) tr. Tolib Sjahidij (Tolibkhon Zijodullojevitj Sjahidij) , russisk: Толибхон Зиядуллаевич Шахиди tr. Tolibkhon Sijadullajevitj Sjakhidi ; født 13. marts 1946 i Dusjanbe, Tadsjikistan, Rusland) er en tadsjikisk/russisk komponist.
Sjahidij studerede komposition på Moskva musikkonservatorium hos Aram Khachaturian. Han har skrevet 6 symfonier, orkesterværker, kammermusik, operaer, balletmusik, instrumentalværker for mange instrumenter etc. Sjahidij hører til de ledende komponister fra Tadsjikistan, og er blevet spillet og indspillet af mange symfoniorkestre i hele Verden. Han er mest kendt for sine symfonier og orkesterværker.

## Udvalgte værker
- Symfoni nr. 1 "Idona" (1975) - for orkester
- Symfoni nr. 2 "Tajiks" (1978) - for orkester
- Symfoni nr. 3 "Abu Ali Ibn Sino" (1983) - for orkester
- Symfoni nr. 4 "Autoriteter" (1984) - for orkester
- Symfoni nr. 5 "Elegy til minde om Zijodullo Sjahidij" (1985) - for strygeorkester, harper og litografier
- Kammersymfoni "Hjul" (1985) - for strygeorkester og to klaverer